# Cytisus scoparius
Cytisus scoparius é um arbusto perene leguminoso nativo da Europa ocidental e central. É encontrado em brejos, solos não cultivados e bosques europeus.